# Sulîmivka, Borîspil
Sulîmivka (în ucraineană Сулимівка) este un sat în comuna Kirove din raionul Borîspil, regiunea Kiev, Ucraina.

## Demografie
Componența lingvistică a localității Sulîmivka
     Ucraineană (95,02%)
     Rusă (4,56%)
     Alte limbi (0,41%)
Conform recensământului din 2001, majoritatea populației localității Sulîmivka era vorbitoare de ucraineană (95,02%), existând în minoritate și vorbitori de rusă (4,56%).